# Sollevamento pesi agli XI Giochi panafricani
I concorsi di sollevamento pesi agli XI Giochi panafricani si sono svolti dal 7 al 12 settembre 2015 alla Salle annexe du palais des sports de Kintélé di Brazzaville, nella Repubblica del Congo, ed hanno compreso le competizioni di powerlifting.
Le gare sono state valevoli anche per i campionati africani di sollevamento pesi 2015. Per i Giochi panafricani sono state conteggiate solo le medaglie attribuite traminte i punteggi totali, mentre per i campionati africani sono state conteggiate anche quelle date nelle specialità di strappo e slancio.
La sollevatrice nigeriana Elizabeth Onuah, vincitrice della categoria dei -53 kg, è stata privata delle sue medaglie a seguito della squalifica per doping.

## Podi

### Uomini
| Evento  | Oro                          | Argento                        | Bronzo                                      |
| 56 kg   |                              |                                |                                             |
| Strappo | Amine Bouhejba (108 kg)      | Amor Fenni (103 kg)            | Eric Andriantsitohaina (100 kg)             |
| Slancio | Amine Bouhejba (140 kg)      | Rasaq Taniamowo (131 kg)       | Eric Andriantsitohaina (130 kg)             |
| Totale  | Amine Bouhejba (248 kg)      | Rasaq Taniamowo (231 kg)       | Eric Andriantsitohaina (230 kg)             |
| 62 kg   |                              |                                |                                             |
| Strappo | Ahmed Ahmed Mohamed (132 kg) | Ahmed Atef Moustafa (125 kg)   | Alain Tojonirina Andriantsitohaina (115 kg) |
| Slancio | Ahmed Ahmed Mohamed (158 kg) | Ahmed Atef Moustafa (156 kg)   | Alain Tojonirina Andriantsitohaina (142 kg) |
| Total   | Ahmed Ahmed Mohamed (290 kg) | Ahmed Atef Moustafa (281 kg)   | Alain Tojonirina Andriantsitohaina (257 kg) |
| 69 kg   |                              |                                |                                             |
| Strappo | Karem Ben Hnia (135 kg)      | Ayenuwa Yinka (130 kg)         | Ademola John Oginni (127 kg)                |
| Slancio | Karem Ben Hnia (173 kg)      | Ayenuwa Yinka (170 kg)         | Ademola John Oginni (162 kg)                |
| Totale  | Karem Ben Hnia (308 kg)      | Ayenuwa Yinka (300 kg)         | Ademola John Oginni (289 kg)                |
| 77 kg   |                              |                                |                                             |
| Strappo | Rami Bahloul (145 kg)        | Mamdum Dickson Seldum (145 kg) | Hani Maatoug Cheridi (138 kg)               |
| Slancio | Ibrahim Ramadhan (177 kg)    | Rami Bahloul (175 kg)          | Mamdum Dickson Seldum (175 kg)              |
| Totale  | Rami Bahloul (320 kg)        | Mamdum Dickson Seldum (320 kg) | Hani Maatoug Cheridi (298 kg)               |
| 85 kg   |                              |                                |                                             |
| Strappo | Ammar Hassan (157 kg)        | Ali Kekli (155 kg)             | Valery Nana Yakam (140 kg)                  |
| Slancio | Ali Kekli (197 kg)           | Ammar Hassan (195 kg)          | Micheal Anyolewachi (174 kg)                |
| Totale  | Ali Kekli (354 kg)           | Ammar Hassan (352 kg)          | Hossain Fardjallah (314 kg)                 |
| 94 kg   |                              |                                |                                             |
| Strappo | Ragab Abdelhay (160 kg)      | Messaoud Saddem (150 kg)       | Marwan Abdussalam El Ayyen (140 kg)         |
| Slancio | Ragab Abdelhay (205 kg)      | Messaoud Saddem (183 kg)       | Marwan Abdussalam El Ayyen (182 kg)         |
| Totale  | Ragab Abdelhay (365 kg)      | Messaoud Saddem (333 kg)       | Marwan Abdussalam El Ayyen (322 kg)         |
| 105 kg  |                              |                                |                                             |
| Strappo | Jaber Farhan (172 kg)        | Abdelmoneim Ouaddani (161 kg)  | Tchouden Tchamgoue Jaures (135 kg)          |
| Slancio | Jaber Farhan (205 kg)        | Abdelmoneim Ouaddani (191 kg)  | Joseph Ndubusi Paul (185 kg)                |
| Totale  | Jaber Farhan (377 kg)        | Abdelmoneim Ouaddani (352 kg)  | Joseph Ndubusi Paul (315 kg)                |
| +105 kg |                              |                                |                                             |
| Strappo | Mohamed Ihsan (200 kg)       | Ahmed Abdelaziz (185 kg)       | Hamza Sanoun (150 kg)                       |
| Slancio | Mohamed Ihsan (242 kg)       | Ahmed Abdelaziz (240 kg)       | Pierrot Yvan Hilary (185 kg)                |
| Totale  | Mohamed Ihsan (442 kg)       | Ahmed Abdelaziz (425 kg)       | Pierrot Yvan Hilary (331 kg)                |

### Donne
| Evento  | Oro                                                               | Argento                                             | Bronzo                                                   |
| 48 kg   |                                                                   |                                                     |                                                          |
| Strappo | Heba Saleh Mahmoud Ahmed (70 kg)                                  | Zohra Chihi (68 kg)                                 | Monica Uweh (68 kg)                                      |
| Slancio | Heba Saleh Mahmoud Ahmed (88 kg)                                  | Monica Uweh (83 kg)                                 | Zohra Chihi (81 kg)                                      |
| Totale  | Heba Saleh Mahmoud Ahmed (158 kg)                                 | Monica Uweh (151 kg)                                | Zohra Chihi (149 kg)                                     |
| 53 kg   |                                                                   |                                                     |                                                          |
| Strappo | Elizabeth Onuah (85 kg) Marie Hanitra Roilya Ranaivosoa (80 kg)   | Basma Emad Ibrahim (78 kg)                          | Ruth Baffoe (71 kg)                                      |
| Slancio | Basma Emad Ibrahim (104 kg)                                       | Marie Hanitra Roilya Ranaivosoa (103 kg)            | Elizabeth Onuah (103 kg) Ruth Baffoe (86 kg)             |
| Totale  | Elizabeth Onuah (188 kg) Marie Hanitra Roilya Ranaivosoa (183 kg) | Basma Emad Ibrahim (182 kg)                         | Ruth Baffoe (157 kg)                                     |
| 58 kg   |                                                                   |                                                     |                                                          |
| Strappo | Onyeka Azike (83 kg)                                              | Ruby Malvina (80 kg) Winny Chepngeno Langat (55 kg) | Zeinab Mohamed (76 kg) Marlene Sibelya Mbaloula (35 kg)  |
| Slancio | Ruby Malvina (109 kg) Onyeka Azike (105 kg)                       | Winny Chepngeno Langat (65 kg)                      | Zeinab Mohamed (101 kg) Marlene Sibelya Mbaloula (40 kg) |
| Total   | Ruby Malvina (189 kg) Onyeka Azike (188 kg)                       | Winny Chepngeno Langat (120 kg)                     | Zeinab Mohamed (177 kg) Marlene Sibelya Mbaloula (75 kg) |
| 63 kg   |                                                                   |                                                     |                                                          |
| Strappo | Esraa Elsayed (96 kg)                                             | Victoria Adesanmi (95 kg)                           | Clementina Agricole (91 kg)                              |
| Slancio | Victoria Adesanmi (116 kg)                                        | Clementina Agricole (115 kg)                        | Esraa Elsayed (112 kg)                                   |
| Totale  | Victoria Adesanmi (211 kg)                                        | Esraa Elsayed (208 kg)                              | Clementina Agricole (206 kg)                             |
| 69 kg   |                                                                   |                                                     |                                                          |
| Strappo | Sara Samir (102 kg)                                               | Winifred Eze Ndidi (90 kg)                          | Mercy Apondi Obiero (70 kg)                              |
| Slancio | Sara Samir (132 kg)                                               | Winifred Eze Ndidi (120 kg)                         | Mercy Apondi Obiero (100 kg)                             |
| Totale  | Sara Samir (234 kg)                                               | Winifred Eze Ndidi (210 kg)                         | Mercy Apondi Obiero (170 kg)                             |
| 75 kg   |                                                                   |                                                     |                                                          |
| Strappo | Otunlabilkis Abiodun (102 kg)                                     | Ghada Hassine (100 kg)                              | Dina Khaled (98 kg)                                      |
| Slancio | Otunlabilkis Abiodun (130 kg)                                     | Ghada Hassine (122 kg)                              | Dina Khaled (121 kg)                                     |
| Totale  | Otunlabilkis Abiodun (232 kg)                                     | Ghada Hassine (222 kg)                              | Dina Khaled (219 kg)                                     |
| +75 kg  |                                                                   |                                                     |                                                          |
| Strappo | Shaima Khalaf (123 kg)                                            | Maryam Usman (118 kg)                               | Yosra Dhieb (112 kg)                                     |
| Slancio | Shaima Khalaf (155 kg)                                            | Maryam Usman (150 kg)                               | Yosra Dhieb (135 kg)                                     |
| Totale  | Shaima Khalaf (278 kg)                                            | Maryam Usman (268 kg)                               | Yosra Dhieb (247 kg)                                     |

## Powerlifting

### Uomini
| Evento      | Oro                   | Prestazione | Argento                  | Prestazione | Bronzo                     | Prestazione |
| 49 kg       | Yakubu Adesokan (NGA) | 182.5 kg    | Ahmed Hadj Biour (ALG)   | 131 kg      | Alion Bawa (TOG)           | 110 kg      |
| 54 kg       | Roland Ezuruike (NGA) | 182 kg      | Alidou Diamoutene (CIV)  | 170 kg      | Taha Abdelmagid (EGY)      | 165 kg      |
| 59 kg       | Sherif Othman (EGY)   | 210 kg      | Anthony Ulonnam (NGA)    | 190 kg      | Conrat Atangana (CMR)      | 160 kg      |
| 65 kg       | Olumide Kehinde (NGA) | 214 kg      | Shaaban Ibrahim (EGY)    | 196 kg      | Hocine Bettir (ALG)        | 183 kg      |
| 72 kg       | Mohamed El Elfi (EGY) | 212 kg      | Nnamdi Innocent (NGA)    | 200 kg      | Cosme Akpovi (BEN)         | 170 kg      |
| 80 kg       | Metwaly Methana (EGY) | 220 kg      | Tolu-Lope Taiwo (NGA)    | 192 kg      | Maurice Biwole Nkodo (CMR) | 166 kg      |
| 88 kg       | Hany Abdelhady (EGY)  | 233 kg      | Opeyemi jegede (NGA)     | 204 kg      |                            |             |
| 97 & 107 kg | Mohamed Eldib (EGY)   | 204.57 p.   | Abdulazeez Ibrahim (NGA) | 194.68 p.   | Mohamed Elsayed (EGY)      | 191.21 p.   |

### Donne
| Evento       | Oro                  | Prestazione | Argento               | Prestazione | Bronzo                       | Prestazione |
| 41 kg        | Nawal Ramadan (EGY)  | 92 kg       | Nsini Jonah Ben (NGA) | 90 kg       | Hellen Nwawira Kariuki (KEN) | 65 kg       |
| 45 kg        | Latifat Tijani (NGA) | 98 kg       | Zeineb Oteify (EGY)   | 95 kg       | Samira Guerioua (ALG)        | 82 kg       |
| 55 & 61 kg   | Esther Oyema (NGA)   | 139.32 p.   | Fatma Omar (EGY)      | 137.34 p.   | Lucy Ejike (NGA)             | 136.50 p.   |
| 67 & 73 kg   | Ndidi Nwosu (NGA)    | 122.50 p.   | Amal Mahmoud (EGY)    | 112.42 p.   | Amany Ali (EGY)              | 108.12 p.   |
| 79 kg        | Bose Omolayo (NGA)   | 137 kg      | Geehan Hassan (EGY)   | 120 kg      | Sahar Elgnemi (LBY)          | 90 kg       |
| -86 & +86 kg | Loveline Obiji (NGA) | 125.83 p.   | Randa Mahmoud (EGY)   | 121.04 p.   | Precious Orji (NGA)          | 117.25 p.   |